# Танака Кан'їті
Тана́ка Кан'ї́ті (яп. 田中寛一, たなかかんいち; 1882—1962) — японський науковець, дослідник в галузі педагогічної психології.
Народився в префектурі Окаяма.
Випускник Кіотського університету. Першим в Японії запровадив кількісні і якісні психологічні методи аналізу процесу навчання. Винайшов оригінальний метод вирахування коефіцієнта інтелекту, що отримав назву «Метод Танаки-B».